# Acacia melleodora
Acacia melleodora é uma espécie de leguminosa do gênero Acacia, pertencente à família Fabaceae.